# پیوند جفت

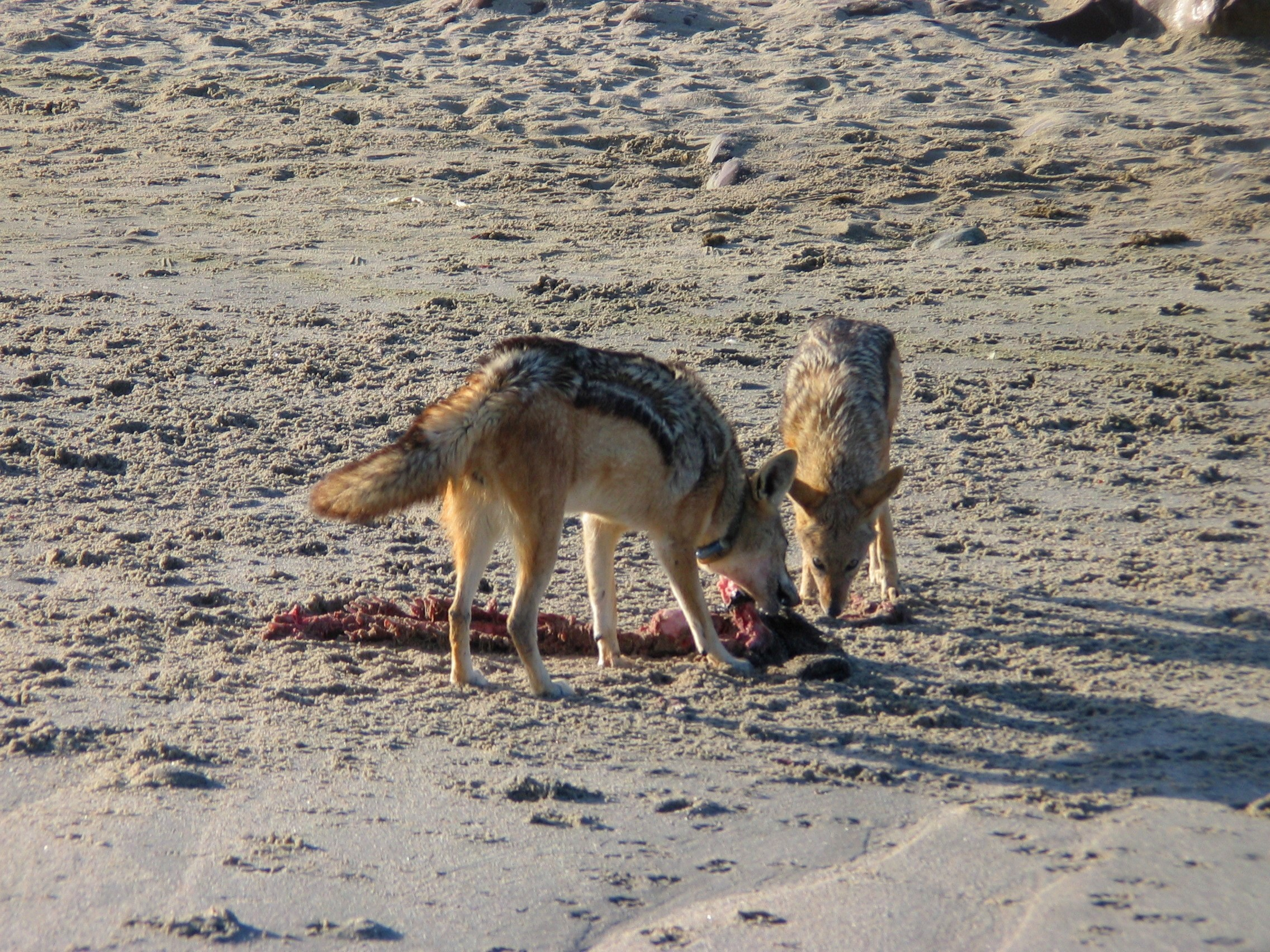
شغال‌های پشت‌سیاه از جمله معدود پستانداران تک‌جفت هستند. جفت‌های این جانور با هم کار گروهی می‌کنند، طعمه را تعقیب می‌کنند، و به تغذیه از مردار می‌پردازند. رابطه جفت‌پیوندی تا هنگام مرگ یکی از دو ادامه می‌یابد.

در زیست‌شناسی، پیوند جفت‌ها عبارت است از رابطه‌ای محکم که میان یک زوج از دو جنس مخالف، یا دو جنس موافق، در بعضی گونه‌ها شکل می‌گیرد و در نهایت به زایش فرزند یا رابطهٔ طولانی‌مدت در طی حیات منجر می‌شود. پیوند جفت به عنوان مفهومی مهم در ادبیات علمی زیست‌جامعه‌شناسی و روان‌شناسی فرگشتی در دهه ۱۹۴۰ به کار می‌رفت. این واژه اغلب یا برای توصیف رابطه اجتماعی تک‌جفتی که در طول زندگی ادامه داشته باشد به کار می‌رود، یا درباره دوره‌های کوتاهی در طول جفت‌گیری گونه‌های از دیدگاه اجتماعی تک‌جفت.
برخلاف بیشتر دیگر جانوران، در میان انسان‌ها روابط جفت‌پیوندی نه تنها برای دوره‌های طولانی‌مدت میان انسان با شریک زندگیش پدید می‌آیند، که پیوندهای قوی میان انسان و والدینش به وجود می‌آیند که در نهایت هستهٔ «خانواده» را تشکیل می‌دهند.